# Artabotrys harmandii
Artabotrys harmandii är en kirimojaväxtart som beskrevs av Achille Eugène Finet och François Gagnepain. Artabotrys harmandii ingår i släktet Artabotrys och familjen kirimojaväxter. Inga underarter finns listade i Catalogue of Life.